# Lagunillas (Zulia)
Lagunillas – miasto w Wenezueli, w stanie Zulia, w gminie Lagunillas.
Według danych szacunkowych na rok 2015 liczy 53 700 mieszkańców.